# Iran op het wereldkampioenschap voetbal 2006
Iran nam tijdens het Wereldkampioenschap voetbal 2006 voor de derde keer in de historie deel. In 1978 maakte Iran zijn WK-debuut en kwam toen niet verder dan de groepsfase. Twintig jaar later kwalificeerde het land zich opnieuw voor het WK, maar ook toen was de groepsfase het eindstation.

## Kwalificatie
Als lid van de AFC stroomde Iran vanwege zijn reputatie pas in de tweede ronde in. Daarin kwam het terecht in groep 1, samen met Jordanië, Qatar en Laos. Deze groep werd met vijf overwinningen en één nederlaag tegen Jordanië simpel gewonnen. Daarna kwam men in de derde en laatste ronde opnieuw in een groep van vier landen terecht, waarvan er uiteindelijk drie kans zouden maken op een WK ticket. De nummers 1 en 2 uit de groep zouden zich verzekerd weten van het WK, terwijl de nummer drie in de groep het eerst zou moeten opnemen tegen de nummer drie uit de andere groep in de derde ronde. De winnaar van dat duel zou vervolgens aantreden tegen het als vierde geplaatste CONCACAF-land, Trinidad en Tobago.
Ondanks een 0-0 gelijkspel in de eerste wedstrijd tegen Bahrein waren de kaarten in de finalegroep snel geschud. Japan en Iran staken er met kop en schouders bovenuit en wisten zich dan ook al snel verzekerd van een WK ticket. Beide landen wisten in de onderlinge duels het thuisduel met 2-1 te winnen. Door het gelijke spel van Iran tegen Bahrein werd Japan uiteindelijk eerste met twee punten voorsprong.

### Wedstrijden

#### Tweede ronde
| 18 februari, 2004 | Iran     | 3 – 1 | Qatar    |
| 31 maart, 2004    | Laos     | 0 – 7 | Iran     |
| 9 juni, 2004      | Iran     | 0 – 1 | Jordanië |
| 8 september, 2004 | Jordanië | 0 – 2 | Iran     |
| 13 oktober, 2004  | Qatar    | 2 – 3 | Iran     |
| 17 november, 2004 | Iran     | 7 – 0 | Laos     |

### Ranglijst
| Land     | Wed | Win | Gel | Ver | DV | DT | +/- | Pnt |
| -------- | --- | --- | --- | --- | -- | -- | --- | --- |
| Iran     | 6   | 5   | 0   | 1   | 22 | 4  | +18 | 15  |
| Jordanië | 6   | 4   | 0   | 2   | 10 | 6  | +4  | 12  |
| Qatar    | 6   | 3   | 0   | 3   | 16 | 8  | +8  | 9   |
| Laos     | 6   | 0   | 0   | 6   | 3  | 33 | -30 | 0   |

#### Derde ronde
| 9 februari, 2005  | Bahrein     | 0 – 0 | Iran        |
| 25 maart, 2005    | Iran        | 2 – 1 | Japan       |
| 30 maart, 2005    | Noord-Korea | 0 – 2 | Iran        |
| 3 juni, 2005      | Iran        | 1 – 0 | Noord-Korea |
| 8 juni, 2005      | Iran        | 1 – 0 | Bahrein     |
| 17 augustus, 2005 | Japan       | 2 – 1 | Iran        |

### Ranglijst
| Land        | Wed | Win | Gel | Ver | DV | DT | +/- | Pnt |
| ----------- | --- | --- | --- | --- | -- | -- | --- | --- |
| Japan       | 6   | 5   | 0   | 1   | 9  | 4  | +5  | 15  |
| Iran        | 6   | 4   | 1   | 1   | 7  | 3  | +4  | 13  |
| Bahrein     | 6   | 1   | 1   | 4   | 4  | 7  | -3  | 4   |
| Noord-Korea | 6   | 1   | 0   | 5   | 5  | 11 | -6  | 3   |

## Groep D
De grootste verrassing van de kwalificatie was Angola, dat te sterk was voor Nigeria. Het land had vanaf de jaren zestig tot en met 2002 oorlog gekend en kwalificatie voor het grootste voetbaltoernooi was een welkome opsteker. De eerste wedstrijd was tegen de voormalige kolonisator Portugal, een vriendschappelijke wedstrijd liep ooit volledig uit de hand. Het werd al snel 1-0 door een doelpunt van Pauleta, Portugal was veel sterker vooral dankzij de opgefleurde veteraan Luis Figo, maar verder hield Angola de schade beperkt. Tegen Mexico bleef het 0-0. Een stunt was in de maak toen Angola met 1-0 voor kwam tegen het al uitgeschakelde Iran en aangezien Mexico met 2-1 achter stond tegen het al geplaatste Portugal had Angola nog twee doelpunten nodig om opnieuw voor een stunt te zorgen. Het sprookje ging echter uit toen Iran gelijk maakte en Mexico en Portugal gingen door naar de achtste finales.
| Land     | Wed | Win | Gel | Ver | DV | DT | +/− | Pnt |
| -------- | --- | --- | --- | --- | -- | -- | --- | --- |
| Portugal | 3   | 3   | 0   | 0   | 5  | 1  | 4   | 9   |
| Mexico   | 3   | 1   | 1   | 1   | 4  | 3  | 1   | 4   |
| Angola   | 3   | 0   | 2   | 1   | 1  | 2  | –1  | 2   |
| Iran     | 3   | 0   | 1   | 2   | 2  | 6  | –4  | 1   |

|                                               |                          |       |                  |                                                                                     |
| 11 juni 2006 «onderlinge duels» 18:00 (UTC+2) | Mexico                   | 3 – 1 | Iran             | easyCredit-Stadion, Neurenberg Toeschouwers: 41.000 Scheidsrechter: Roberto Rosetti |
| 11 juni 2006 «onderlinge duels» 18:00 (UTC+2) | Bravo 28', 76' Sinha 79' |       | 36' Golmohammadi | easyCredit-Stadion, Neurenberg Toeschouwers: 41.000 Scheidsrechter: Roberto Rosetti |

|                                               |        |            |          |                                                                                  |
| 11 juni 2006 «onderlinge duels» 21:00 (UTC+2) | Angola | 0 – 1      | Portugal | RheinEnergieStadion, Keulen Toeschouwers: 45.000 Scheidsrechter: Jorge Larrionda |
| 11 juni 2006 «onderlinge duels» 21:00 (UTC+2) |        | 4' Pauleta |          | RheinEnergieStadion, Keulen Toeschouwers: 45.000 Scheidsrechter: Jorge Larrionda |

|                                               |        |       |        |                                                                         |
| 16 juni 2006 «onderlinge duels» 21:00 (UTC+2) | Mexico | 0 – 0 | Angola | AWD-Arena, Hannover Toeschouwers: 43.000 Scheidsrechter: Shamsul Maidin |
| 16 juni 2006 «onderlinge duels» 21:00 (UTC+2) |        |       |        | AWD-Arena, Hannover Toeschouwers: 43.000 Scheidsrechter: Shamsul Maidin |

|                                               |                                |       |      |                                                                               |
| 17 juni 2006 «onderlinge duels» 15:00 (UTC+2) | Portugal                       | 2 – 0 | Iran | Commerzbank-Arena, Frankfurt Toeschouwers: 48.000 Scheidsrechter: Éric Poulat |
| 17 juni 2006 «onderlinge duels» 15:00 (UTC+2) | Deco 63' C. Ronaldo 80' (pen.) |       |      | Commerzbank-Arena, Frankfurt Toeschouwers: 48.000 Scheidsrechter: Éric Poulat |

|                                               |                             |       |             |                                                                                |
| 21 juni 2006 «onderlinge duels» 16:00 (UTC+2) | Portugal                    | 2 – 1 | Mexico      | Veltins-Arena, Gelsenkirchen Toeschouwers: 52.000 Scheidsrechter: Ľuboš Micheľ |
| 21 juni 2006 «onderlinge duels» 16:00 (UTC+2) | Maniche 6' Simão 24' (pen.) |       | 29' Fonseca | Veltins-Arena, Gelsenkirchen Toeschouwers: 52.000 Scheidsrechter: Ľuboš Micheľ |

|                                               |                    |       |            |                                                                          |
| 21 juni 2006 «onderlinge duels» 16:00 (UTC+2) | Iran               | 1 – 1 | Angola     | Zentralstadion, Leipzig Toeschouwers: 38.000 Scheidsrechter: Mark Shield |
| 21 juni 2006 «onderlinge duels» 16:00 (UTC+2) | Bakhtiarizadeh 75' |       | 60' Flávio | Zentralstadion, Leipzig Toeschouwers: 38.000 Scheidsrechter: Mark Shield |

## Wedstrijden gedetailleerd
WK voetbal 2006 (Groep D) Mexico - Iran
WK voetbal 2006 (Groep D) Portugal - Iran
WK voetbal 2006 (Groep D) Iran - Angola
FFIRI · 
A-internationals · 
Selecties · Bondscoaches · 
Statistieken · 
Iraans vrouwenelftal · 
Iran U21 · 
Iran U20 · 
Iran U19 · 
Iran U18 · 
Iran U17
1940 – 1969 · 
1970 – 1979 · 
1980 – 1989 · 
1990 – 1999 · 
2000 – 2009 · 
2010 – 2019 ·
2020 − 2029
Asian Cup 1960 · 
Asian Cup 1968 · 
Asian Cup 1972 · 
Asian Cup 1976 · 
Asian Cup 1980 · 
Asian Cup 1984 · 
Asian Cup 1988 · 
Asian Cup 1992 · 
Asian Cup 1996 · 
Asian Cup 2000 · 
Asian Cup 2004 · 
Asian Cup 2007 · 
Asian Cup 2011
WK 1978 · 
WK 1998 · 
WK 2006 · 
WK 2014 · 
WK 2018
OS 1964 · 
OS 1972 · 
OS 1976
1941 · 
1942–1946 · 
1947 · 
1948 · 
1949 · 
1950 · 
1951 · 
1952 · 
1953–1957 · 
1958 · 
1959 · 
1960–1961 · 
1962 · 
1963 · 
1964 · 
1965 · 
1966 · 
1967 · 
1968 · 
1969 · 
1970 · 
1971 · 
1972 · 
1973 · 
1974 · 
1975 · 
1976 · 
1977 · 
1978 · 
1979 · 
1980 · 
1981 · 
1982 · 
1983 · 
1984 · 
1985 · 
1986 · 
1987 · 
1988 · 
1989 · 
1990 · 
1991 · 
1992 · 
1993 · 
1994 · 
1995 · 
1996 · 
1997 · 
1998 · 
1999 · 
2000 · 
2001 · 
2002 · 
2003 · 
2004 · 
2005 · 
2006 · 
2007 · 
2008 · 
2009 · 
2010 · 
2011 · 
2012 ·
2013 ·
2014 ·
2015 ·
2016 ·
2017 ·
2018 ·
2019 ·
2020 ·
2021 ·
2022 ·
2023 ·
2024
Afghanistan ·
Albanië ·
Algerije ·
Angola ·
Argentinië ·
Armenië ·
Australië ·
Azerbeidzjan ·
Bahrein ·
Bangladesh ·
Bolivia ·
Bosnië en Herzegovina ·
Botswana ·
Brazilië ·
Bulgarije ·
Burkina Faso ·
Cambodja ·
Canada ·
Chili ·
China ·
Costa Rica ·
Cyprus ·
Denemarken ·
Duitsland ·
Ecuador ·
Egypte ·
Engeland ·
Filipijnen ·
Frankrijk ·
Georgië ·
Ghana ·
Guam ·
Guatemala ·
Guinee ·
Hongarije ·
Hongkong ·
Ierland ·
IJsland ·
India ·
Indonesië ·
Irak ·
Israël ·
Jamaica ·
Japan ·
Jemen ·
Joegoslavië ·
Jordanië ·
Kameroen ·
Kazachstan ·
Kenia ·
Kirgizië ·
Koeweit ·
Kroatië ·
Laos ·
Libanon ·
Libië ·
Litouwen ·
Madagaskar ·
Malediven ·
Maleisië ·
Mali ·
Marokko ·
Mexico ·
Montenegro ·
Mozambique ·
Myanmar ·
Nederland ·
Nepal ·
Nicaragua ·
Nieuw-Zeeland ·
Nigeria ·
Noord-Korea ·
Noord-Macedonië ·
Oeganda ·
Oekraïne ·
Oezbekistan ·
Oman ·
Oostenrijk ·
Pakistan ·
Palestina ·
Panama ·
Papoea-Nieuw-Guinea ·
Paraguay ·
Peru ·
Polen ·
Portugal ·
Qatar ·
Roemenië ·
Rusland ·
Saoedi-Arabië ·
Schotland ·
Senegal ·
Sierra Leone ·
Singapore ·
Slowakije ·
Sovjet-Unie ·
Spanje ·
Sri Lanka ·
Syrië ·
Tadzjikistan ·
Taiwan ·
Thailand ·
Togo ·
Trinidad en Tobago ·
Tsjecho-Slowakije ·
Tunesië ·
Turkije ·
Turkmenistan ·
Uruguay ·
Venezuela ·
Verenigde Arabische Emiraten ·
Verenigde Staten ·
Vietnam ·
Wales ·
Wit-Rusland ·
Zambia ·
Zuid-Jemen ·
Zuid-Korea ·
Zweden
Angola (2006) ·
Argentinië (2014) ·
Bosnië en Herzegovina (2014) ·
Marokko (2018) ·
Mexico (2006) ·
Nigeria (2014) ·
Portugal (2006) ·
Portugal (2018) ·
Spanje (2018)
1. ↑  https://www.nieuwsblad.be/cnt/g7jt3pu0
2. ↑  https://www.nieuwsblad.be/cnt/gtptd5qt
3. ↑  https://www.theguardian.com/football/2001/nov/15/newsstory.sport13
4. ↑  https://www.trouw.nl/nieuws/portugal-heeft-weinig-moeite-met-angola~b40be0bc/
5. ↑  https://www.trouw.nl/nieuws/mexico-en-angola-komen-niet-tot-scoren~bcaec8c9/
6. ↑  http://www.chinadaily.com.cn/sports/2006-06/21/content_622865_2.htm